# Richard Rorty
Richard Rorty (New York, 1931. október 4. – Palo Alto, 2007. június 8.) amerikai filozófus, a pragmatista filozófiai iskolai hagyomány megújítója, a posztmodern eszmeiség nagy hatású, de erősen vitatott képviselője.

## Élete
Richard Rorty 1931. október 4-én született New Yorkban. Szülei, James és Winifred Rorty, szociáldemokra politikai aktivista írók voltak.
Apja idegösszeomlásának hatására a tinédzser Rorty depresszióba esett, majd 1962-től hat éven keresztül pszichoanalízisre járt a rögeszmés neurózisa miatt. Erről a "Trotsky and the Wild Orchids" (Trockij és a vad orchideák) című rövid önéletrajzában számolt be. Rorty röviddel a 15. születésnapja előtt iratkozott be a Chicagói Egyetemre, majd tanulmányait a Yale Egyetemen folytatva filozófia doktori fokozatot szerzett 1956-ban. Közben 1954-ben feleségül vette a Harvardi Egyetemen tanító Amélie Oksenberget, akitől Jay nevű fia született. Rorty miután elvált a feleségétől, 1972-ben feleségül vette a Stanford Egyetem bioetikusát, Mary Varney-t. Két gyermekük van: Kevin és Patricia. Házasságuk érdekessége, hogy amíg Richard Rorty "szigorú ateista" (Habermas), Mary Varney Rorty viszont gyakorló mormon volt.
Rorty 21 évig volt a Princetoni Egyetem filozófiaprofesszora. 1998-ban lett az összehasonlító irodalom professzora a Stanford Egyetemen, ahol a hátralévő akadémiai idejét töltötte. Egyik tanítványa, Sam Harris Rorty tanításával kapcsolatosan később megjegyezte: "Végtelen sokat vitatkoztam vele, de ezt hihetetlenül hasznosnak találtam a saját véleményem finomításában".
1999-ben a pécsi Janus Pannonius Tudományegyetem díszdoktorává választották. 2007. június 8-án Rorty otthonában halt meg hasnyálmirigyrák következtében. 2008 decemberében Miskolcon rendeztek konferenciát „filozófia a globalizáció árnyékában” címmel, amelynek előadásait tartalmazó kötetet Nyírő Miklós szerkesztette.

## Filozófiája
1979-ben jelent meg fő műve a Philosophy and the Mirror of Nature (A filozófia és a természet tükre) címmel. Ebben fejtette ki azon neopragmatista nézetét, hogy az objektív és szubjektív valóság közötti különbségtétel teljesen értelmetlen. Ugyanis az ember képtelen felvenni egy olyan semleges pozíciót, amelyből a gondolatai és a valóság közti összefüggéseket vizsgálhatná.Mivelhogy a nyelv nem más, mint a valósághoz való idomulásunk terméke. A szavak is csupán eszközök az emberi igények és vágyak kielégítésére.Transzcendens igazsághoz nem visznek közelebb.
Az 1980-as évek végétől az 1990-es évekig Rorty a kontinentális filozófiai hagyományra összpontosított, többek között Friedrich Nietzsche, Martin Heidegger, Michel Foucault, Jean-François Lyotard és Jacques Derrida műveit vizsgálva. Sokan bírálták a késői Rortyt a posztmodern pluralizmusa miatt.

## Magyarul megjelent művek, monográfiák

### Könyvek
- Jürgen Habermas–Jean-François Lyotard–Richard Rorty: A posztmodern állapot; fordította: Angyalosi Gergely, Nyizsnyánszki Ferenc, Orosz László; Századvég, Budapest, 1993
- Esetlegesség, irónia és szolidaritás; fordította: Boros János, Csordás Gábor; Jelenkor, Pécs, 1994
- Heideggerről és másokról; fordította: Barabás András, Beck András, Bujalos István, Kelemen István, Vitézy Zsófia; Jelenkor, Pécs, 1997
- Megismerés helyett remény; fordította: Boros János; Jelenkor, Pécs, 1998
- Filozófia és társadalmi remény; fordította: Krémer Sándor, Nyírő Miklós; L'Harmattan–Magyar Filozófiai Társaság, Budapest, 2007

### Monográfiák
- Nyírő Miklós (szerk.): Filozófia a globalizáció árnyékában: Richard Rorty; L'Harmattan, Budapest, 2010
- Pápay György: Demokrácia filozófiai megalapozás nélkül – RICHARD RORTY ÉS A POLITIKAI FILOZÓFIA; Ráció Kiadó, 2010
- Krémer Sándor: A késői Richard Rorty filozófiája; JATEPress, 2016

### Egyéb könyvek
- Kovács Imre Attila: Érti-e Babits Rortyt?; Vörösmarty Társaság, Lánczos Kornél Gimnázium, Székesfehérvár, 2003
- Kósa István: Szolidaritás és gondolkodás;  Presa Universitară Clujeană, Cluj-Napoca, 2007